# Jens Christian Gundersen
Jens Christian Gundersen, född 12 maj 1868 i Moss, död 2 september 1945, var en norsk regissör och manusförfattare. Gundersen regisserade och skrev manus till en av de allra tidigaste norska filmerna, 1911 års Dæmonen. Filmen blev också hans enda.

## Filmografi
- 1911 – Dæmonen